# Ilhas Salomão nos Jogos Olímpicos de Verão de 1988
As Ilhas Salomão participaram dos Jogos Olímpicos de Verão de 1988 em Seul, na Coreia do Sul. Não conquistaram nenhuma medalha, nem de ouro, nem de prata, nem de bronze. Esta foi a segunda participação do país em Jogos Olímpicos.